# Ndem I
Ndem I est un village du département du Nkam au Cameroun. Situé dans l'arrondissement de Yingui, il est localisé sur la piste rurale qui lie Yingui à Mossé. 

## Population et environnement
En 1967, le village de Ndem I  avait 190 habitants. La population de Ndem I et II était de 40 habitants dont 23 hommes et 17 femmes, lors du recensement de 2005. 